# Broc (Maine-et-Loire)
Pour les articles homonymes, voir Broc.
Broc est une ancienne commune française située dans le département de Maine-et-Loire, en région Pays de la Loire. Le 15 décembre 2016, la commune devient une commune déléguée au sein de la commune nouvelle de Noyant-Villages.
Cette commune rurale se situe dans le Baugeois, au nord-est de la ville de Noyant, en bordure des départements de la Sarthe et d'Indre-et-Loire.

## Géographie

### Localisation
Ce village angevin de l'ouest de la France se situe dans l'est du Baugeois, entre Chalonnes-sous-le-Lude (2 km) et Dissé-sous-le-Lude (3 km), à 21 km de Baugé et à 40 km de Saumur,. Son territoire est essentiellement rural.
Le Baugeois est la partie nord-est du département de Maine-et-Loire. Il est délimité au sud par la vallée de l'Authion et celle de la Loire, et à louest par la vallée de la Sarthe.

### Aux alentours
Les communes les plus proches sont Chalonnes-sous-le-Lude (2 km), Dissé-sous-le-Lude (3 km), Chigné (6 km), Dénezé-sous-le-Lude (6 km), Marcilly-sur-Maulne (7 km), Braye-sur-Maulne (7 km), Le Lude (8 km), La Chapelle-aux-Choux (8 km), Meigné-le-Vicomte (8 km) et Noyant (9 km).

### Géologie et relief
L'altitude de la commune varie de 40 à 117 mètres, pour une altitude moyenne de 115 mètres. Le relief du Baugeois est principalement constitué d'un plateau, aux terrains sablonneux, siliceux ou calcaires, caractérisés par de larges affleurements sédimentaires, crétacés, sables et calcaires aux teintes claires.
Son territoire s'étend sur 21 km2 (2 123 hectares). Broc se situe sur l'unité paysagère du Plateau du Baugeois. Une partie de la commune est classée en Zone naturelle d'intérêt écologique, floristique et faunistique (ZNIEFF), pour les zones Pelouses et boisements calcaires entre Chalonnes/Lude et Broc, Cavité souterraine de La Chaloisière, et Vallée de la Maulne.

### Hydrographie
La rivière La Maulne, affluent du Loir, traverse le territoire de la commune.

### Climat
Le climat angevin est tempéré, de type océanique. Il est particulièrement doux, compte tenu de sa situation entre les influences océaniques et continentales. Généralement les hivers sont pluvieux, les gelées rares et les étés ensoleillés. Le climat du Baugeois est plus continental : plus sec et chaud l'été.

## Urbanisme
Morphologie urbaine : Le village s'inscrit dans un territoire essentiellement rural.
En 2009 on trouve 207 logements dans la commune de Broc, dont 70 % sont des résidences principales, pour une moyenne dans le département de 91 %, et dont 76 % des ménages en sont propriétaires.
Quatre ans plus tard, en 2013, on y trouve 203 logements, dont 66 % sont des résidences principales, pour une moyenne dans le département de 90 %, et dont 80 % des ménages en sont propriétaires.

## Toponymie
Nom d'origine gauloise, signifiant taillis. Formes anciennes du nom : Broch en 1040, Broccum, W. de Bruco en 1186, pour devenir ensuite Broc.
Nom des habitants : Les Brocois.

## Histoire

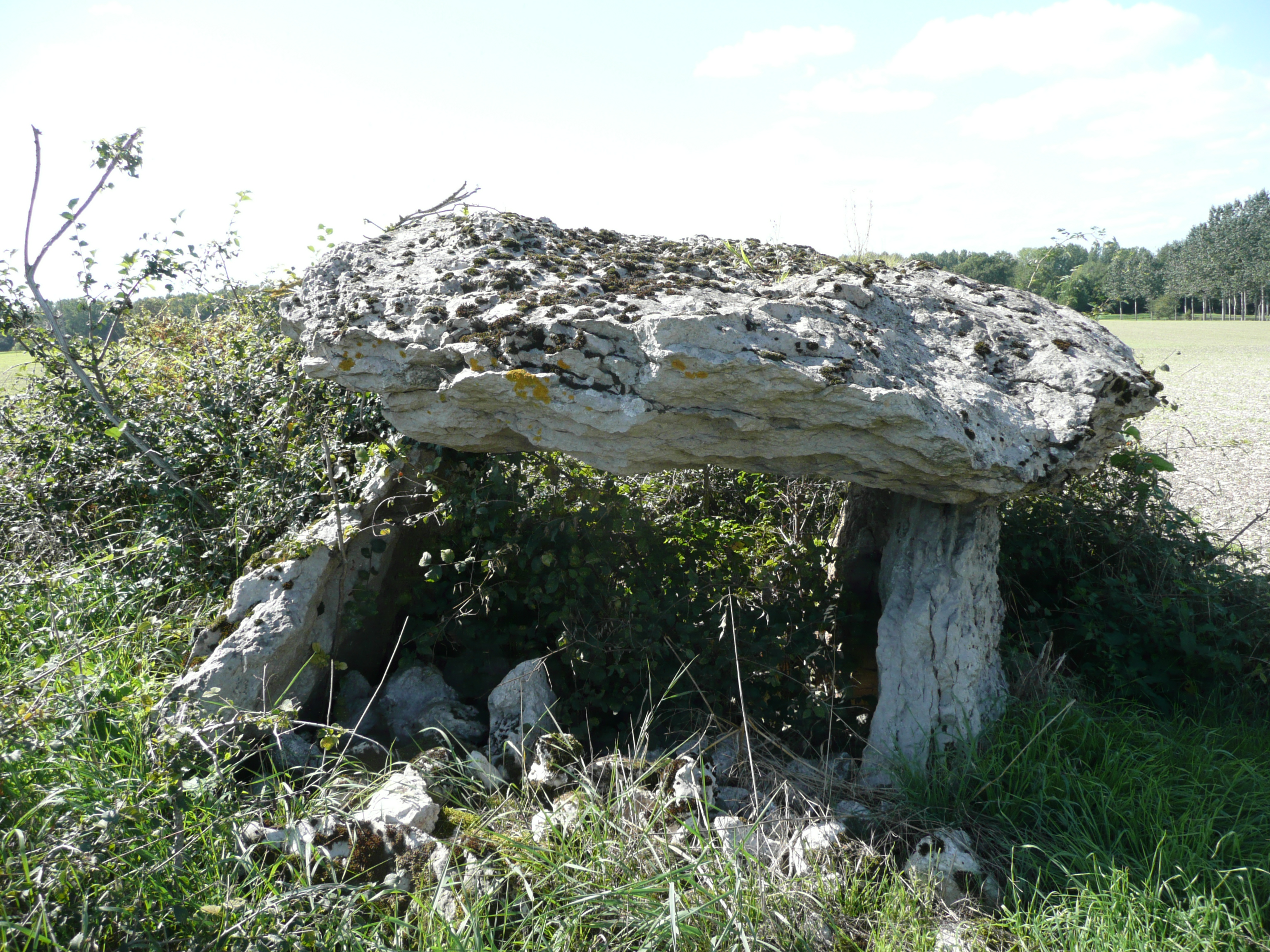
Pierre couverte de la Planche.

### Préhistoire et Antiquité
Le territoire est habité dès le Néolithique comme l'atteste l'édification des dolmens de la Pierre Couverte de la Planche, de Chantepierre et du Moulin à Vent (désormais détruit) et la présence de plusieurs habitats préhistoriques, dont la grotte à légendes de Moulin-Neuf.
À l'est du bourg, il existait une voie romaine, aujourd'hui disparue. Des sarcophages mérovingiens ont également été trouvés à Broc.

### Moyen Âge
Le nom de Broc apparaît pour la première fois en 1040, où Geoffroy Martel, comte d'Anjou, donne à l'abbaye de la Trinité de Vendôme deux quartiers de terre. Le plus ancien seigneur signalé est Guérin de Broc, en 1069.

### Ancien Régime
En 1636, Louis XIII établit un marché hebdomadaire et quatre foires par an. L'ensemble tombe par la suite en désuétude.
Sous l'Ancien Régime, Broc dépend de la sénéchaussée angevine de Baugé, du diocèse d'Angers et de l'archiprêtré du Lude.

### Époque contemporaine
À la réorganisation administrative qui suit la Révolution, la commune est rattachée en 1790 au canton de Noyant. Il est intégré au district de Baugé, puis en 1800 à l'arrondissement de Baugé, et à sa disparition en 1926, à l'arrondissement de Saumur.
Une conspiration bonapartiste (conspiration dite des Vautours de Bonaparte) est réprimée en 1816, et le village est traversé par les troupes prussiennes en 1871.
Pendant la Première Guerre mondiale, 27 habitants perdent la vie. Lors de la Seconde Guerre mondiale, quatre habitants sont tués.
L'électricité arrive dans le bourg en 1927.
Un rapprochement de communes intervient en 2016. Le 15 décembre, Auverse, Breil, Broc, Chalonnes-sous-le-Lude, Chavaignes, Chigné, Dénezé-sous-le-Lude, Genneteil, Lasse, Linières-Bouton, Meigné-le-Vicomte, Méon, Noyant et Parçay-les-Pins, s'associent pour former la commune nouvelle de Noyant-Villages. Broc en devient une commune déléguée.

## Politique et administration

### Administration municipale

#### Administration actuelle
Depuis le 15 décembre 2016, Broc constitue une commune déléguée au sein de la commune nouvelle de Noyant-Villages et dispose d'un maire délégué.
| Période                                  | Période  | Identité        | Étiquette | Qualité |
| ---------------------------------------- | -------- | --------------- | --------- | ------- |
| décembre 2016                            | mai 2020 | Rémy Chevallier |           |         |
| mai 2020                                 | en cours | Gilbert Bourdel |           |         |
| Les données manquantes sont à compléter. |          |                 |           |         |

#### Administration ancienne
La commune est créée à la Révolution. Municipalité en 1790. Le conseil municipal est composé de 11 élus.
| Période                                  | Période       | Identité            | Étiquette | Qualité                      |
| ---------------------------------------- | ------------- | ------------------- | --------- | ---------------------------- |
| 1790                                     |               | Louis Baudry        |           |                              |
| an V (1798)                              |               | Méré                |           | agent municipal              |
| 20 juin 1800                             |               | Jacques Dupont      |           |                              |
| 1815                                     |               | Joseph Besnard      |           |                              |
| 1821                                     |               | Houssier            |           |                              |
| 1825                                     |               | François Coudray    |           |                              |
| 1826                                     |               | René Leroi          |           |                              |
| 1840                                     |               | Jean Hérin          |           |                              |
| 1848                                     |               | Joseph Gasnier      |           |                              |
| 1854                                     |               | Charles de La Poëze |           |                              |
| 1884                                     |               | Louis de La Poëze   |           |                              |
| 1892                                     |               | Auguste Coudray     |           |                              |
| 1904                                     |               | Jacques Joreau      |           |                              |
| 1925                                     |               | Eugène Guibert      |           |                              |
| 1935                                     |               | Victor Coudray      |           |                              |
| mai 1953                                 |               | Marcel Mallet       |           |                              |
| 1983                                     | décembre 2016 | Rémy Chevallier,    |           | Exploitant agricole retraité |
| Les données manquantes sont à compléter. |               |                     |           |                              |

### Jumelages
La commune n'a pas organisé de jumelage.

### Ancienne situation administrative

#### Intercommunalité
La commune fait partie jusqu'en 2016 de la communauté de communes canton de Noyant. Créée en 2000, cette structure intercommunale regroupe les quinze communes du canton, dont Chalonnes-sous-le-Lude, Chigné et Dénezé-sous-le-Lude,. L'intercommunalité est dissoute le 15 décembre 2016.
Elle est alors membre du Pays des Vallées d'Anjou, structure administrative d'aménagement du territoire comprenant six communautés de communes : Beaufort-en-Anjou, Canton de Baugé, Canton de Noyant, Loir-et-Sarthe, Loire Longué et Portes-de-l'Anjou.
La commune fait également partie du SICTOD Nord Est Anjou, membre du SIVERT, syndicat intercommunal de valorisation et de recyclage thermique des déchets de l'Est Anjou qui se trouve à Lasse, et du SIVU AEP de la région de Noyant pour le traitement de l'eau potable.

#### Autres circonscriptions
Jusqu'en 2014, Broc fait partie du canton de Noyant et de l'arrondissement de Saumur. Ce canton compte alors les quinze mêmes communes que celles de la communauté de communes. Dans le cadre de la réforme territoriale, un nouveau découpage territorial pour le département de Maine-et-Loire est défini par le décret du 26 février 2014. La commune est rattachée au canton de Beaufort-en-Vallée, avec une entrée en vigueur au renouvellement des assemblées départementales de 2015.
Broc est dans la troisième circonscription de Maine-et-Loire, composée de huit cantons, dont Baugé et Longué-Jumelles. Cette circonscription de Maine-et-Loire est l'une des sept circonscriptions législatives que compte le département.

## Population et société

### Démographie

#### Évolution démographique
L'évolution du nombre d'habitants est connue à travers les recensements de la population effectués dans la commune depuis 1793. À partir du 1er janvier 2009, les populations légales des communes sont publiées annuellement dans le cadre d'un recensement qui repose désormais sur une collecte d'information annuelle, concernant successivement tous les territoires communaux au cours d'une période de cinq ans. 
Pour les communes de moins de 10 000 habitants, une enquête de recensement portant sur toute la population est réalisée tous les cinq ans, les populations légales des années intermédiaires étant quant à elles estimées par interpolation ou extrapolation. Pour la commune, le premier recensement exhaustif entrant dans le cadre du nouveau dispositif a été réalisé en 2007,.
En 2014, la commune comptait 312 habitants, en évolution de −9,83 % par rapport à 2009 (Maine-et-Loire : +3,3 %, France hors Mayotte : +2,49 %).
| 1793 | 1800 | 1806 | 1821 | 1831 | 1836 | 1841 | 1846 | 1851 |
| ---- | ---- | ---- | ---- | ---- | ---- | ---- | ---- | ---- |
| 715  | 723  | 966  | 923  | 951  | 834  | 807  | 794  | 782  |

| 1856 | 1861 | 1866 | 1872 | 1876 | 1881 | 1886 | 1891 | 1896 |
| ---- | ---- | ---- | ---- | ---- | ---- | ---- | ---- | ---- |
| 758  | 740  | 742  | 738  | 714  | 761  | 765  | 756  | 734  |

| 1901 | 1906 | 1911 | 1921 | 1926 | 1931 | 1936 | 1946 | 1954 |
| ---- | ---- | ---- | ---- | ---- | ---- | ---- | ---- | ---- |
| 710  | 723  | 727  | 622  | 625  | 612  | 561  | 546  | 504  |

| 1962 | 1968 | 1975 | 1982 | 1990 | 1999 | 2007 | 2012 | 2014 |
| ---- | ---- | ---- | ---- | ---- | ---- | ---- | ---- | ---- |
| 531  | 503  | 425  | 402  | 331  | 315  | 335  | 315  | 312  |

#### Pyramide des âges
La population de la commune est relativement âgée. Le taux de personnes d'un âge supérieur à 60 ans (26,6 %) est en effet supérieur au taux national (21,6 %) et au taux départemental (21 %). À l'instar des répartitions nationale et départementale, la population féminine de la commune est supérieure à la population masculine. Le taux (51,3 %) est du même ordre de grandeur que le taux national (51,6 %).
| Hommes | Classe d’âge | Femmes |
| ------ | ------------ | ------ |
| 0,6    | 90 ans ou +  | 1,2    |
| 8,6    | 75 à 89 ans  | 10,5   |
| 16,6   | 60 à 74 ans  | 15,7   |
| 20,9   | 45 à 59 ans  | 16,9   |
| 22,7   | 30 à 44 ans  | 20,3   |
| 12,3   | 15 à 29 ans  | 15,7   |
| 18,4   | 0 à 14 ans   | 19,8   |

| Hommes | Classe d’âge | Femmes |
| ------ | ------------ | ------ |
| 0,4    | 90 ans ou +  | 1,2    |
| 6,3    | 75 à 89 ans  | 9,2    |
| 11,8   | 60 à 74 ans  | 13,0   |
| 19,9   | 45 à 59 ans  | 19,4   |
| 20,6   | 30 à 44 ans  | 19,5   |
| 20,3   | 15 à 29 ans  | 19,1   |
| 20,6   | 0 à 14 ans   | 18,6   |

### Vie locale
Services publics présents dans la commune : mairie et centre de premiers secours sapeurs-pompiers. Située dans l'Académie de Nantes, un regroupement pédagogique a été créé en 1973 avec Broc, Genneteil et Chalonnes. Les autres services publics se trouvent à Noyant.
L'hôpital local le plus proche se trouve à Baugé (95 places) ainsi que plusieurs maisons de retraite.
La collecte des déchets ménagers (tri sélectif) est organisée par la communauté de communes du canton de Noyant.

## Économie

### Tissu économique
Commune principalement agricole, en 2009, 39 établissements sont présents dans la commune, dont 62 % relèvent du secteur de l'agriculture (pour 18 % dans le département). L'année suivante, en 2010, sur 36 établissements présents dans la commune, 64 % relèvent du secteur de l'agriculture (pour une moyenne de 17 % dans le département), 8 % du secteur de l'industrie, aucun du secteur de la construction, 19 % de celui du commerce et des services et 8 % du secteur de l'administration et de la santé.
Sur 29 établissements présents dans la commune à fin 2014, 38 % relèvent du secteur de l'agriculture (pour une moyenne de 11 % dans le département), 7 % du secteur de l'industrie, 10 % du secteur de la construction, 38 % de celui du commerce et des services et 7 % du secteur de l'administration et de la santé.

### Agriculture
Liste des appellations présentes sur le territoire :
- IGP Bœuf du Maine, IGP Porc de la Sarthe, IGP Volailles de Loué, IGP Volailles du Maine, IGP Œufs de Loué,
- IGP Cidre de Bretagne ou Cidre breton,
- IGP Val de Loire blanc, IGP Val de Loire rosé, IGP Val de Loire rouge.

## Culture locale et patrimoine

### Lieux et monuments
Bâtiments inscrits aux monuments historiques :
- Dolmen de Chantepierre, au lieu-dit Chantepierre, classé au titre des monuments historiques par arrêté du 17 juin 1983[37] ;
- Dolmen dit Pierre Couverte de la Planche, lieu-dit la Pièce-du-Prieuré, inscrit au titre des monuments historiques par arrêté du 17 juin 1983[38] ;
- Église Notre-Dame, des XIIIe et XIXe siècles, partiellement classée (chœur et abside) au titre des monuments historiques par arrêté du 14 mars 1944, et inscrite (reste de l'église) au même titre, par arrêté du 17 juillet 1926[39] ;
- Logis de Lizardière, manoir des XVe ou XVIe, XVIIe et XIXe siècles, inscrit au titre des monuments historiques par arrêté du 15 février 1996 pour l'ensemble des deux logis[40].

Autres ouvrages inscrits à l'inventaire général du patrimoine :
- Chapelle Saint-Lambert, au lieu-dit la Roche-Saint-Lambert, du XVIIe siècle, recensée à l'inventaire général du patrimoine culturel[41] ;
- Château la Godefrairie, des XVIIe, XVIIIe et XIXe siècles, recensé à l'inventaire général du patrimoine culturel[42] ;
- Château de Meaulne, des XVIIe, XVIIIe et XIXe siècles, recensé à l'inventaire général du patrimoine culturel[43] ;
- Château la Touche (vestiges), des XVe, XVIe, XIXe et XXe siècles, recensé à l'inventaire général du patrimoine culturel[44] ;
- Prieuré (ancien), jouxtant l'église Notre-Dame, des XVe, XVIe et XVIIe siècles, recensé à l'inventaire général du patrimoine culturel[45] ;
- Souterrain refuge et manoir de la Chicaudière, du XVe ou XVIe siècle, recensés à l'inventaire général du patrimoine culturel[46] ;
- Four à chaux, du XIXe siècle, au lieu-dit le Patis, recensé à l'inventaire général du patrimoine culturel[47] ;
- Moulin à vent (ancien), lieu-dit le Moulin-à-Vent, du XIXe siècle, recensé à l'inventaire général du patrimoine culturel[48] ;
- Moulin à eau à retenue, lieu-dit Ricordeau, du XIXe siècle, recensé à l'inventaire général du patrimoine culturel[49] ;
- Plusieurs maisons, manoirs et fermes des XVe, XVIe, XVIIe et XVIIIe siècles, recensés à l'inventaire général du patrimoine culturel.

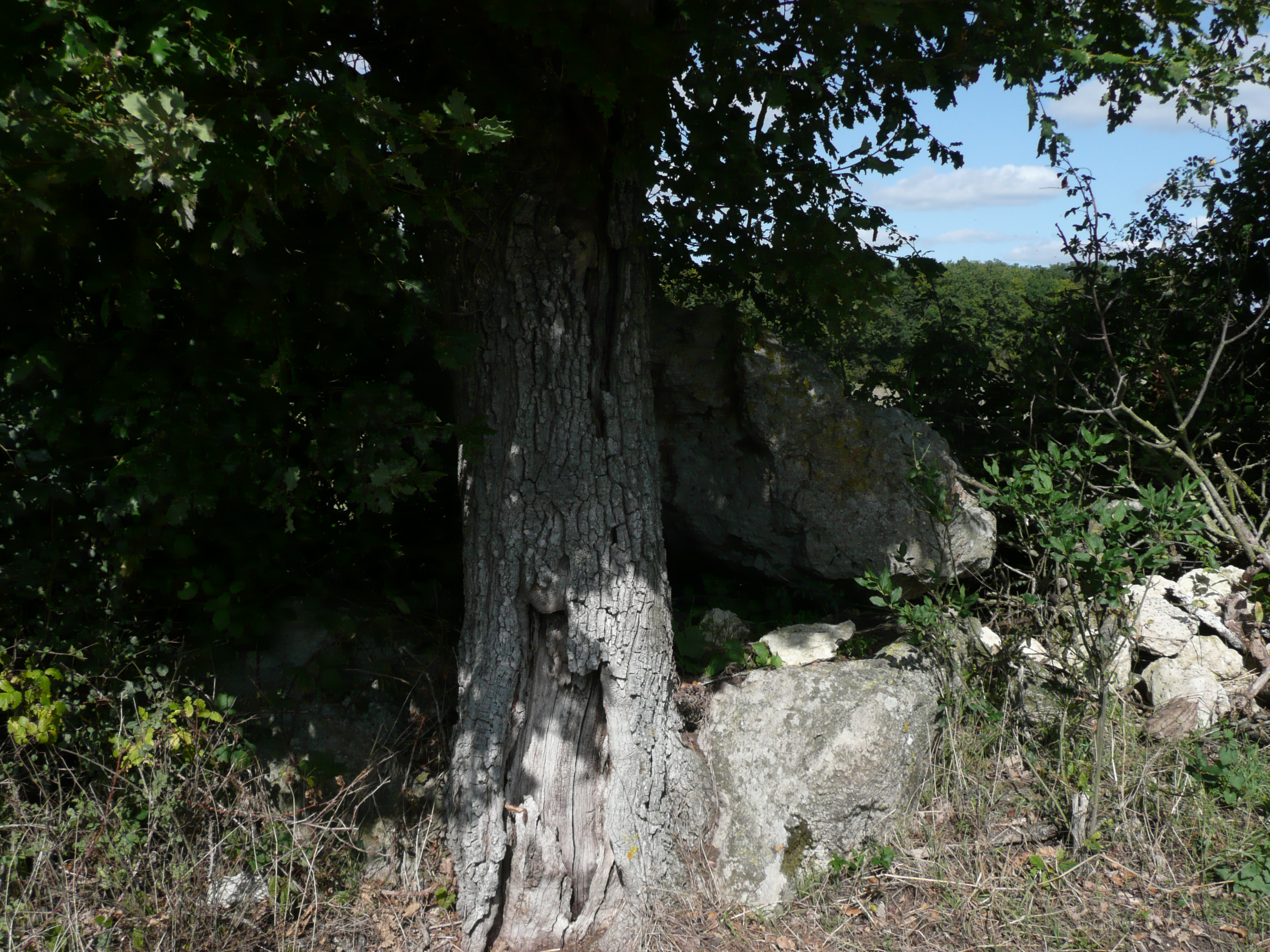
Le dolmen de Chantepierre.
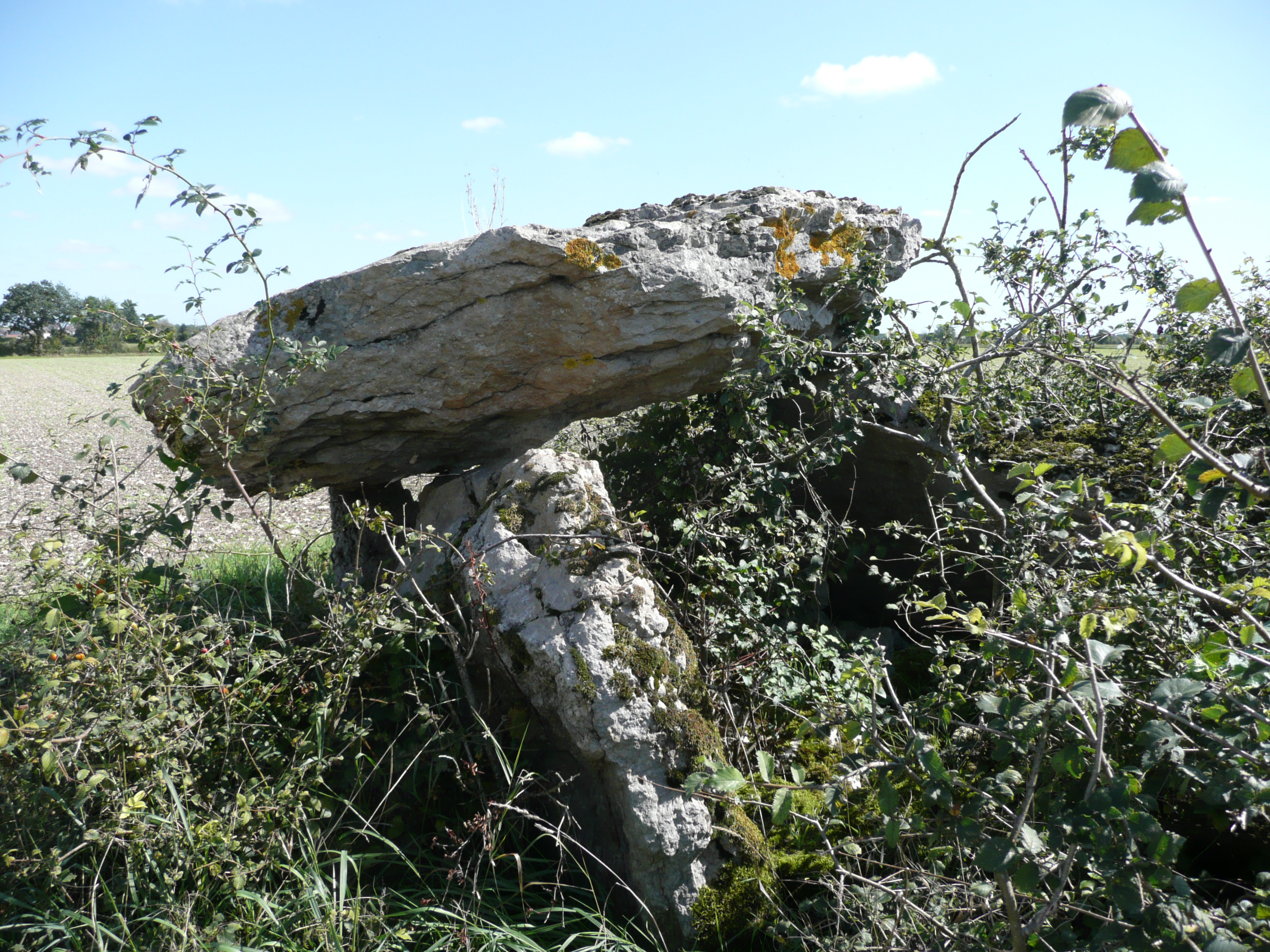
La Pierre Couverte de la Planche.
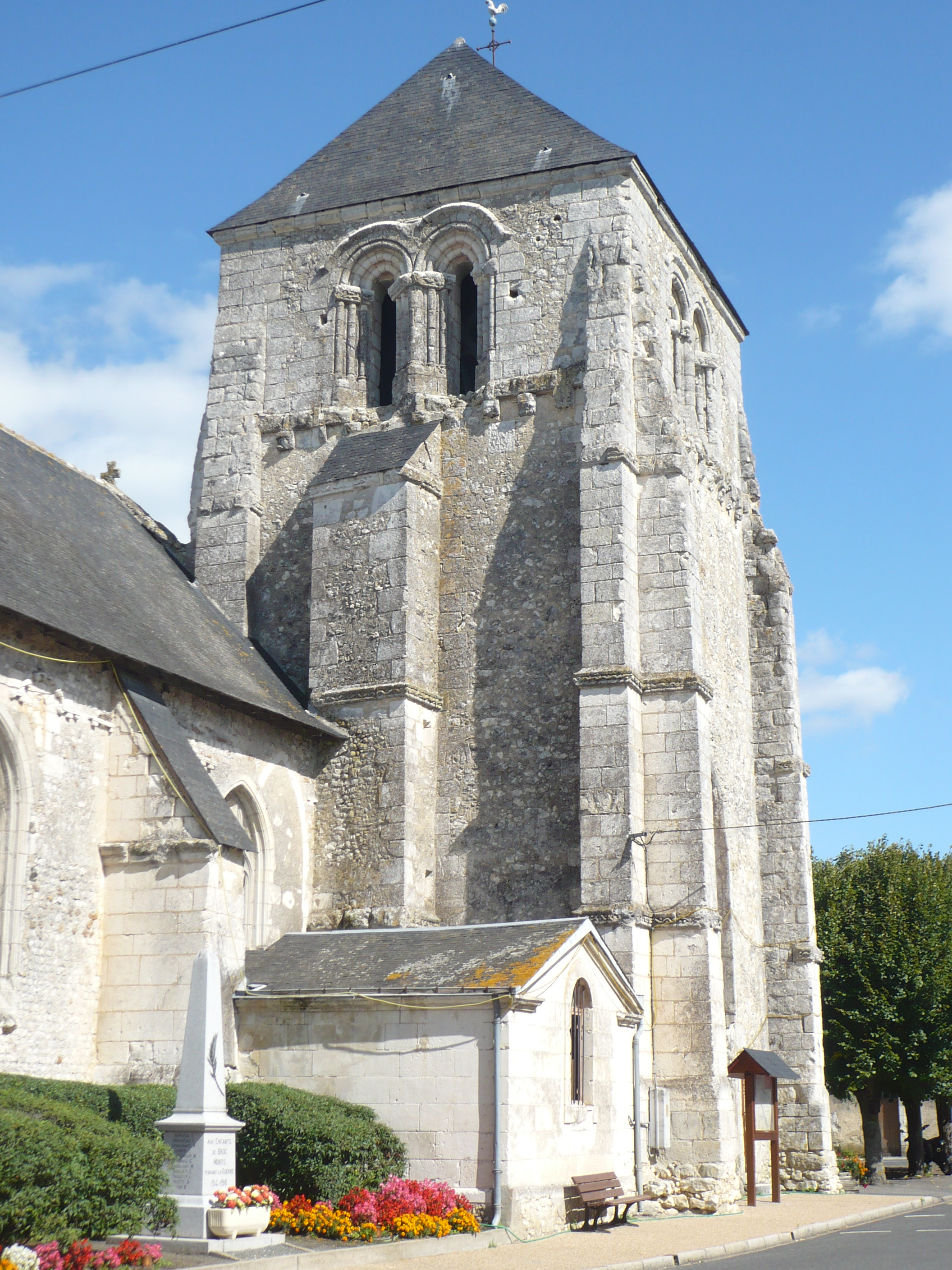
Le clocher de l'église Notre-Dame.
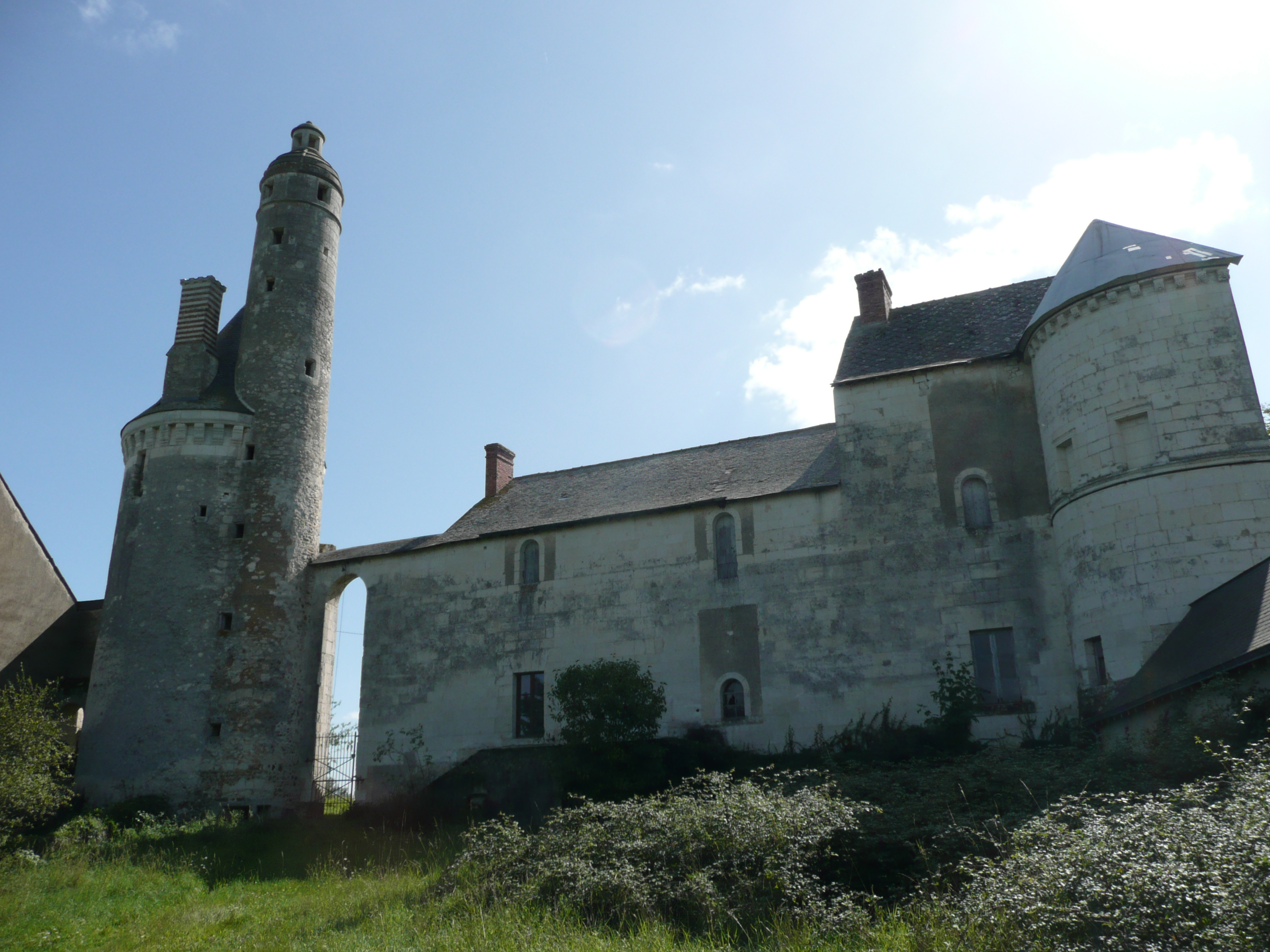
Le logis de Lizardière.
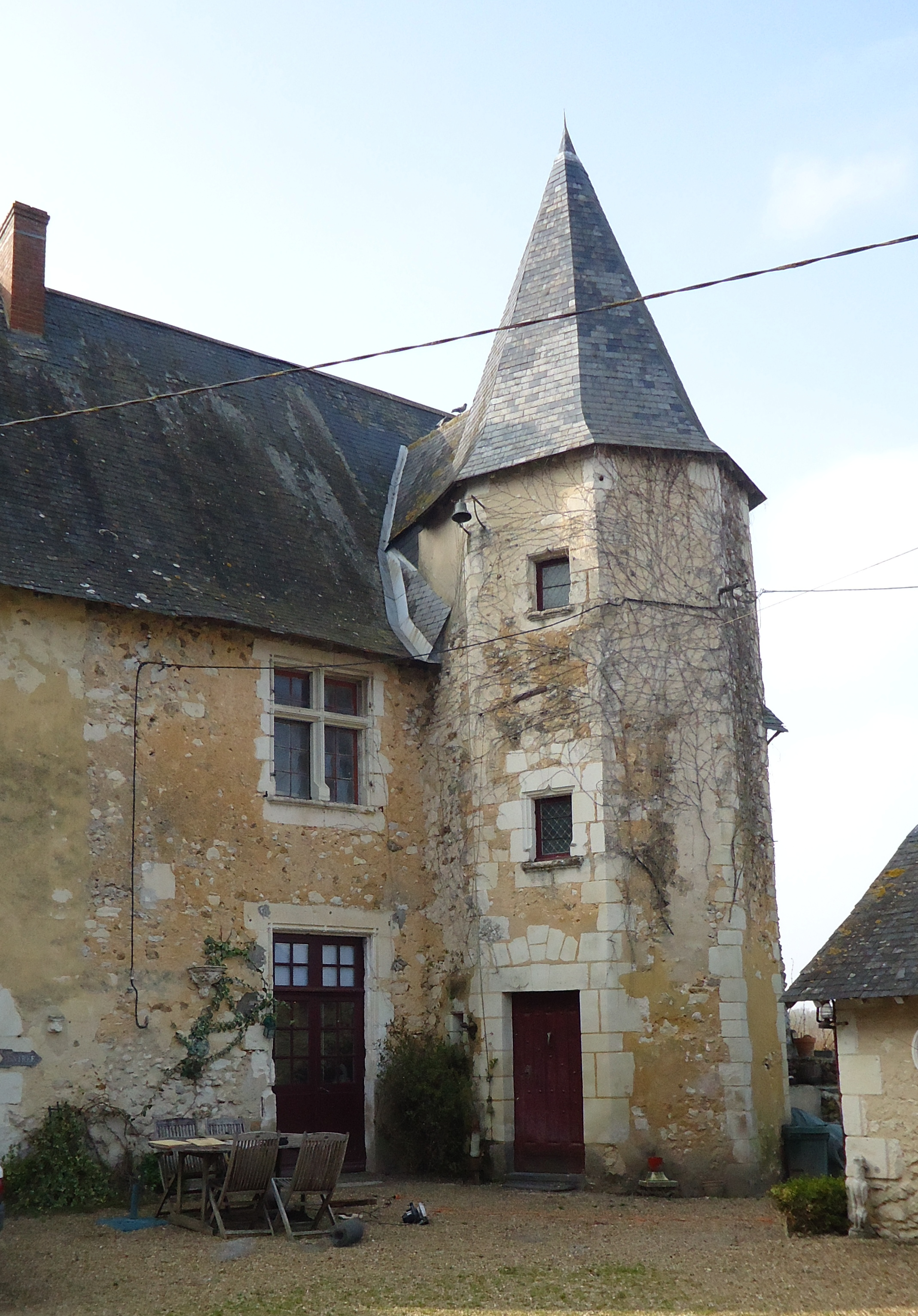
Le prieuré (ancien).
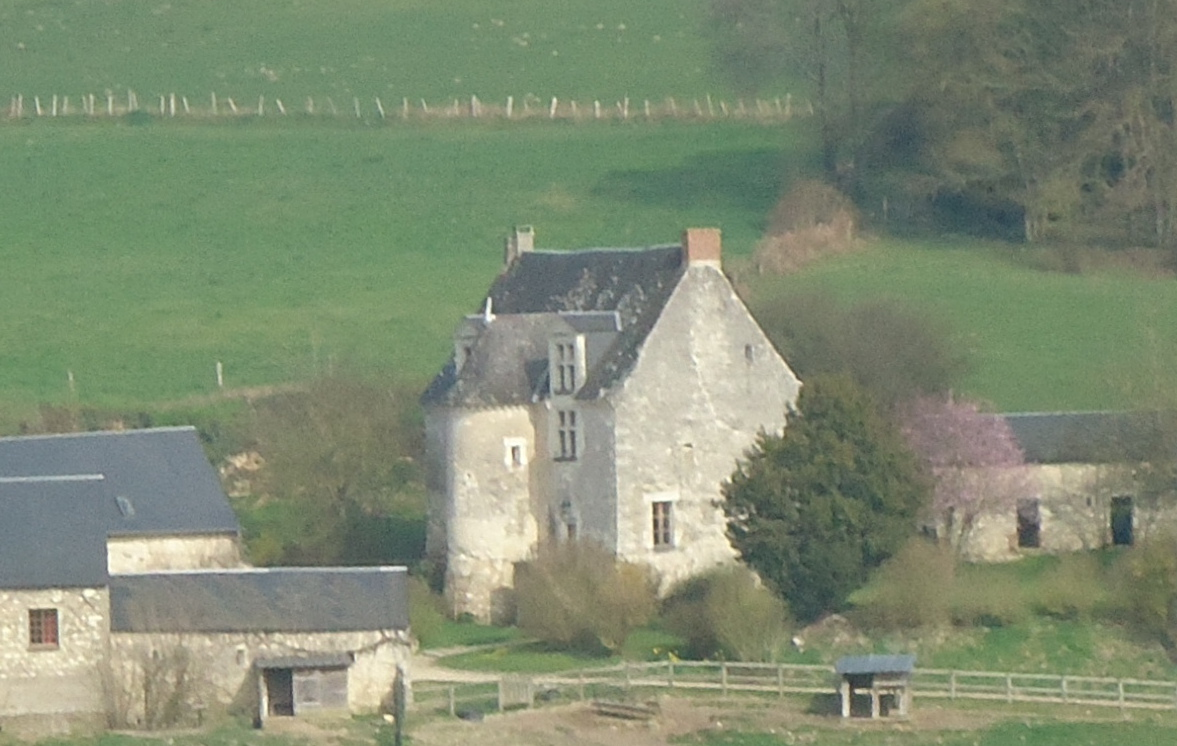
Le manoir de la Chicaudière.
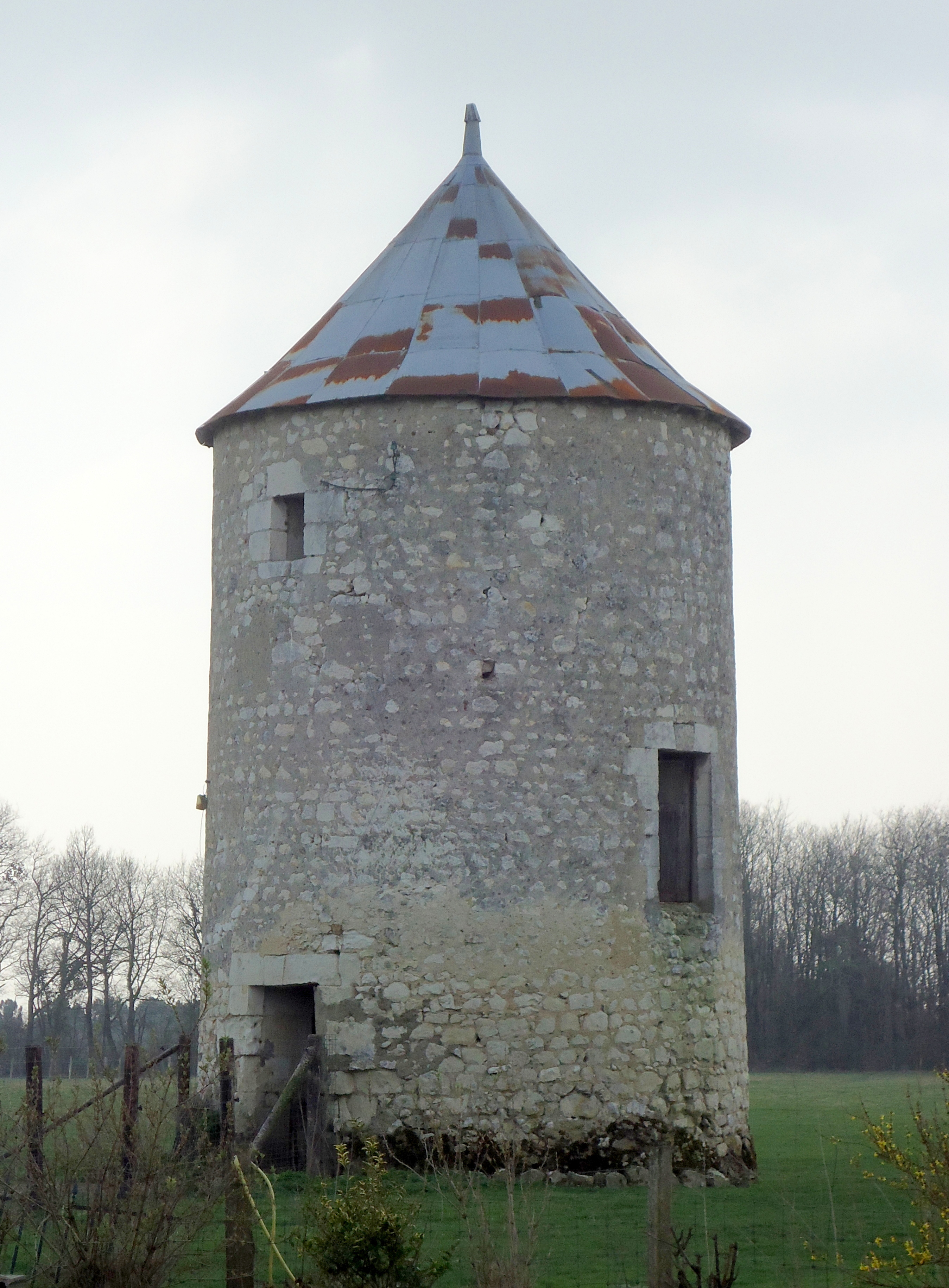
Le moulin à vent (ancien).

### Personnalités liées à la commune
- Françoise de Montmorency-Fosseux (1566-1641), épouse de François, seigneur de Broc, maîtresse d'Henri IV, inhumée dans l'église du village.
- Odile Sicard (née en 1930), née à Broc, députée de l'Isère de 1981 à 1988[50].

## Pour approfondir